# Lucignano
Lucignano is een gemeente in de Italiaanse provincie Arezzo (regio Toscane) en telt 3483 inwoners (31-12-2004). De oppervlakte bedraagt 44,9 km², de bevolkingsdichtheid is 78 inwoners per km².

## Demografie
Lucignano telt ongeveer 1281 huishoudens. Het aantal inwoners steeg in de periode 1991-2001 met 3,6% volgens cijfers uit de tienjaarlijkse volkstellingen van ISTAT.
| Jaar | Inwoneraantal |
| ---- | ------------- |
| 1991 | 3349          |
| 2001 | 3468          |

## Geografie
De gemeente ligt op ongeveer 400 m boven zeeniveau.
Lucignano grenst aan de volgende gemeenten: Foiano della Chiana, Marciano della Chiana, Monte San Savino, Rapolano Terme (SI), Sinalunga (SI).